# Aaron Kołyszko
Aaron Kołyszko herbu Kotwica – łowczy krzemieniecki w latach 1789-1794, podwojewodzi wołyński w 1784 roku.
Był członkiem konfederacji targowickiej w 1792 roku.
Jako brat Benedykta i Tomasza był synem Józefa Kołyszki, cześnika żmudzkiego od r. 1740, i Anny z Wierzbickich, podkomorzanki derptskiej. 